# Хоптян Валентин Антонович

Валенти́н Анто́нович Хоптя́н (нар. 30 вересня 1955, с. Вікторівка, Чемеровецький район, Хмельницька область, Українська РСР, СРСР) — український політик, у 2010–2014 голова Тернопільської обласної державної адміністрації, у 2010 призначений президентом Віктором Януковичем. Зміщений з посади після Євромайдану.

## Освіта
У 1977 році закінчив Кам'янець-Подільський сільськогосподарський інститут (тепер Подільський державний аграрно-технічний університет), спеціальність агрономія, учений агроном; у 1989 році Вищу партійну школу при ЦК КПУ, партійне і радянське будівництво, спеціаліст в галузі партійного і радянського будівництва, викладач.

## Трудова, партійна і службова діяльність
09.1972-04.1977 — студент Кам'янець-Подільського сільськогосподарського інституту, м.Кам'янець-Подільський Хмельницької області.

04.1977-09.1978 — агроном, бригадир комплексної бригади колгоспу імені Горького, селі Шидлівці Чемеровецького району Хмельницької області.

09.1978-02.1979 — інструктор Хмельницького обкому ЛКСМ України.

02.1979-05.1981 — перший секретар Чемеровецького райкому ЛКСМ України. 

05.1981-04.1983 — другий секретар Хмельницького обкому ЛКСМ України.

04.1983-10.1987 — перший секретар Хмельницького обкому ЛКСМ України.

10.1987- 09.1988 — голова виконкому Теофіпольської районної Ради народних депутатів Хмельницької області.

09.1988-02.1991 — перший секретар Теофіпольського райкому Компартії України.

03.1990-02.1991 — голова Теофіпольської районної Ради народних депутатів.

02.1991-08.1991 — керуючий справами Хмельницького обкому Компартії України.

08.1991-12.1991 — член ліквідаційної комісії.

12.1991-04.2000 — голова правління товариства з обмеженою відповідальністю фірма «Київська Русь», м. Київ.

04.2000 — 03.2005 — голова Чемеровецької районної державної адміністрації Хмельницької області.
03.2005-05.2006 — голова Чемеровецької районної організації Народної Партії, смт Чемерівці Хмельницької області.

05.2006 -06.2010 — керуючий фермерським господарством «Тоніс», с.Криків Чемеровецького району Хмельницької області.

04 червня 2010 — 21 грудня 2010 голова Підволочиської районної державної адміністрації, Тернопільської області.

21 грудня 2010 — призначений головою Тернопільської обласної державної адміністрації. Звільнений 2 березня 2014.

## Депутатська діяльнсть
Обирався депутатом Хмельницької обласної ради IV скликання, Чемеровецької районної ради Хмельницької області V скликання, в цей час депутат Підволочиської районної ради (Тернопільська область)

## Родина
Одружений, має 2 дітей.